# Чернецький В'ячеслав Йосипович
В'ячесла́в Йо́сипович Черне́цький (16 червня 1994, с. Мурафа, Шаргородський район, Вінницька область, Україна — 20 березня 2017, с. Пікузи, Волноваський район, Донецька область, Україна) — український військовослужбовець морської піхоти, матрос Військово-морських сил Збройних сил України, учасник російсько-української війни.

## Біографія
Народився 1994 року в селі Мурафа на Вінниччині. Навчався у сільській загальноосвітній школі. 2013 року закінчив Вінницьке вище художнє професійно-технічне училище № 5.
З 2013 року перебував на військовій службі за контрактом. З 14 квітня 2016 року проходив військову службу за контрактом у 36-ій бригаді.
Матрос, навідник 1-ї десантно-штурмової роти 503-го окремого батальйону морської піхоти 36-ї окремої бригади морської піхоти ВМС ЗС України. Виконував завдання на території проведення антитерористичної операції, Оперативно-тактичне угруповання «Маріуполь».
Загинув у бою 20 березня 2017 року. Вранці поблизу села Водяне, у Приазов'ї, українські захисники відбили напад двох диверсійних груп противника і в результаті контратаки висунулись уперед, в бік окупованого села Пікузи, та зайняли позицію ворога. З боку російсько-терористичних угруповань розпочався масований обстріл втраченої позиції і села Водяного з важкої артилерії, мінометів та РСЗВ БМ-21 «Град». Український підрозділ вимушений був відступити. В ході боїв загинули два українських морпіхи, ще п'ять дістали поранення. Тіла загиблих матросів, В'ячеслава Чернецького та Дмитра Полєвого вдалося забрати у бойовиків лише 23 березня.
Похований 26 березня на кладовищі села Мурафа.
Залишились батьки, двоє братів і сестра.

## Нагороди
- Указом Президента України № 104/2017 від 10 квітня 2017 року, за особисту мужність, виявлені у захисті державного суверенітету та територіальної цілісності України, самовіддане виконання військового обов'язку, нагороджений орденом «За мужність» III ступеня (посмертно).[7][8].

## Вшанування пам'яті
28 квітня 2017 року у Вінниці на будівлі ВХПТУ № 5 (вулиця Лебединського, 13) відкрито меморіальні дошки на честь чотирьох полеглих на війні випускників училища, — морпіха В'ячеслава Чернецького, «айдарівця» Василя Білика, десантника-захисника Донецького аеропорту Сергія Зулінського та бійця 43-го мотопіхотного батальйону Анатолія Матвєєва.